# Pisjtigovo

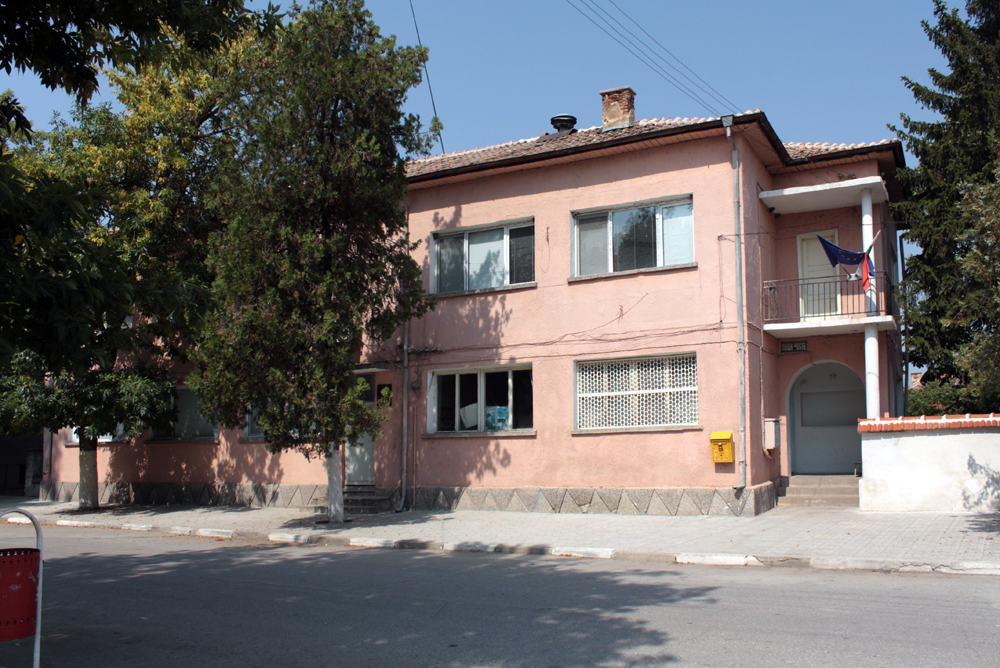
stadshall

Pisjtigovo (bulgariska: Пищигово) är ett distrikt i Bulgarien.   Det ligger i kommunen Obsjtina Pazardzjik och regionen Pazardzjik, i den centrala delen av landet, 100 km sydost om huvudstaden Sofia.
Trakten runt Pisjtigovo består till största delen av jordbruksmark. Runt Pisjtigovo är det ganska tätbefolkat, med 199 invånare per kvadratkilometer.